# 第54回ヴェネツィア国際映画祭
第54回ヴェネツィア国際映画祭は、1997年8月27日から9月6日にかけて開催された。

## 上映作品

### コンペティション部門
| 日本語題               | 原題                          | 監督 | 製作国         |
| ---------------------- | ----------------------------- | --- | -------------- |
|                        | I vesuviani                   | パッピ・コルシカート アントニオ・カプアーノ アントニエッタ・デ・リッロ ステファノ・インチェルティ マリオ・マルトーネ | イタリア       |
| ブラインデッド         | A ciegas                      | ダニエル・カルパルソロ                                                                                               | スペイン       |
| パパってなに?          | Вор                           | パーヴェル・チュフライ                                                                                               | ロシア         |
| 骨                     | Ossos                         | ペドロ・コスタ | ポルトガル     |
| ワン・ナイト・スタンド | One Night Stand               | マイク・フィギス | オーストラリア |
| ドライ・クリーニング   | Nettoyage à sec               | アンヌ・フォンテーヌ                                                                                                 | フランス       |
|                        | Giro di lune tra terra e mare | ジュゼッペ・M・ガウディーノ                                                                                          | イタリア       |
|                        | Niagara, Niagara              | ボブ・ゴッセ | アメリカ合衆国 |
|                        | Le septième ciel              | ブノワ・ジャコ | フランス       |
| HANA-BI                | HANA-BI                       | 北野武 | 日本           |
|                        | Combat de fauves              | ブノワ・ラミー | ベルギー       |
|                        | A Ostra e o Vento             | ウォルター・リマ・ジュニア                                                                                           | ブラジル       |
| アンダーフィールド     | The Informant                 | ジム・マクブライド                                                                                                   | アメリカ合衆国 |
| ウィンター・ゲスト     | The Winter Guest              | アラン・リックマン                                                                                                   | イギリス       |
|                        | Historie milosne              | イエジー・シュトゥール                                                                                               | ポーランド     |
|                        | Ovosodo                       | パオロ・ヴィルズィ                                                                                                   | イタリア       |
| チャイニーズ・ボックス | Chinese Box                   | ウェイン・ワン | イギリス       |
| キープ・クール         | 有話好好説                    | チャン・イーモウ | 中国           |

## 審査員
- ジェーン・カンピオン （ ニュージーランド/映画監督） 審査員長
- ロナルド・バス （ アメリカ合衆国/脚本家、プロデューサー）
- ヴェラ・ベルモン （ フランス/映画監督）
- ペーター・ブッカ （ ドイツ/映画批評家）
- ナナ・ジョルジャーゼ （ ジョージア/映画監督）
- イドリッサ・ウエドラオゴ （ ブルキナファソ/映画監督）
- シャーロット・ランプリング （ イギリス/女優）
- 塚本晋也 （ 日本/映画監督）
- フランチェスコ・ロージ （ イタリア/映画監督）

## 受賞結果
- 金獅子賞：『HANA-BI』（北野武）
- 審査員特別大賞：『Ovosodo』（パオロ・ヴィルズィ）
- 男優賞：ウェズリー・スナイプス （『ワン・ナイト・スタンド』）
- 女優賞：ロビン・タニー （『Niagara, Niagara』）
- 脚本賞：ジル・トーラン、アンヌ・フォンテーヌ （『ドライ・クリーニング』）
- 撮影賞：エマニュエル・マシュエル （『骨』）
- 音楽賞：グレーム・レヴェル （『チャイニーズ・ボックス』）
- 上院議会金メダル：『パパってなに?』（パーヴェル・チュフライ）
- ルイジ・デ・ラウレンティス賞：ロベルタ・トーレ （『Tano da morire』）